# مینوزیو
مینوزیو (فرانسوی: Minusio‎) یک بخش در کشور سوئیس است که در کانتون تیچینو واقع شده‌است.
مینوزیو ۶٬۷۲۹ نفر جمعیت دارد.

## خواهرخوانده
شهر بیاسونو خواهرخواندهٔ مینوزیو هست.